# Celidotella matthiesseni
Celidotella matthiesseni är en skalbaggsart som beskrevs av Edmund Reitter 1909. Celidotella matthiesseni ingår i släktet Celidotella och familjen Cetoniidae. Inga underarter finns listade.